# Левинская (муниципальный округ Егорьевск)
Ле́винская — деревня в муниципальном округе Егорьевск Московской области России.

## География
Деревня Левинская расположена в северо-западной части муниципального округа Егорьевск, примерно в 5 километрах к северу от города Егорьевск. Через деревню протекает река Ватаженка, рядом расположен Алёшинский пруд. Высота над уровнем моря 130 метров.

## Название
В письменных источниках деревня упоминается как Левино (1554 год), Левоново (1561 год), Наумовская, а Левинская тож (1646 год). С 1726 года за деревней закрепилось название Левинская.
Название происходит от имени жителей деревни Иванки и Наумки Левиных.

## История
До отмены крепостного права жители деревни относились к разряду государственных крестьян. После 1861 года деревня вошла в состав Нечаевской волости Егорьевского уезда. Приход находился в городе Егорьевске.
В 1926 году деревня входила в Гавриловский сельсовет Егорьевской волости Егорьевского уезда.
До 1994 года Левинская входила в состав Ефремовского сельсовета Егорьевского района, а в 1994—2006 гг. — Ефремовского сельского округа.
Входила в состав городского поселения Егорьевск.

## Демография
В 1885 году в деревне проживало 146 человек, в 1905 году — 166 человек (82 мужчины, 84 женщины), в 1926 году — 46 человек (21 мужчина, 25 женщин). По переписи 2002 года — 7 человек (4 мужчины, 3 женщины). Население — 6 человек (2010).
| 1859 | 1868 | 1885 | 1905 | 1926 | 2002 | 2006 |
| ---- | ---- | ---- | ---- | ---- | ---- | ---- |
| 106  | ↗120 | ↗146 | ↗166 | ↘46  | ↘7   | ↗9   |
| 2010 |      |      |      |      |      |      |
| ↘6   |      |      |      |      |      |      |